# Sousse (stad)
Sousse of Soussa (سوسة Sūsah) is een stad in het oosten van Tunesië, aan de Middellandse Zee. Het is de hoofdstad van het gelijknamige gouvernement. De stad ligt ongeveer 140 kilometer ten zuiden van de hoofdstad Tunis. Sousse telde 173.047 inwoners bij de volkstelling van 2004 (tegen 83.509 bij die van 1984). Bij de volkstelling van 2014 steeg dit aantal naar 271.428 inwoners. Dat aantal ligt veel hoger als de verschillende voorsteden worden meegeteld.

## Namen van de stad
In de 11e eeuw v.Chr. werd de stad door Feniciërs gesticht, en kreeg het de naam Hadrumetum. In latere eeuwen werd de stad bekend onder diverse andere namen, zoals Hunerikopolis en Justinianopolis. Bij de grote Arabische veroveringen van de 7e eeuw n.Chr. kreeg de stad de naam Soussa, wat wordt uitgesproken als Soessa.

## Toerisme
Sousse is in trek bij toeristen. De stad heeft zowel een modern gedeelte als een oude stad, de medina die sinds 1988 werelderfgoed is.
Populaire bezienswaardigheden in Sousse zijn Medinat Alzahara, de medina met onder meer de ribat en de Grote moskee, Bora Bora, Musée Dar Essid en de catacomben van Sousse. Het Archeologisch Museum van Sousse, met in zijn collectie archeologische vondsten uit de Fenicische, Romeinse, vroegchristelijke en islamitische tijd, bezit een uitgebreide verzameling aan mozaïeken. De Sint-Felixkerk is sinds 1964 de enige rooms-katholieke kerk in de stad.
Sousse staat bekend om de omringende olijfboomgaarden, de rijke historie en de bazaars.
Toeristische plaatsen die dicht in de buurt van Sousse liggen, zijn Hammam Sousse en Port El Kantaoui. Het hele kustgebied tussen Sousse en Port El Kantaoui is toeristisch, met veel hotels en stranden.

## Aanslag
Op 26 juni 2015 vond er een aanslag plaats in de toeristische strandzone ten noorden van het centrum, bij Port El Kantaoui. Er werden vele schoten gelost door een zwaarbewapende terrorist, voornamelijk op mensen die op het strand lagen te slapen. Er vielen 37 doden.
Op 27 juni 2015 trokken honderden Tunesiërs de straten van Sousse op om te protesteren tegen de aanslag en om hun steun te betuigen aan de families van de slachtoffers.

## Geboren in Sousse
- Mohamed Ghannouchi (1941), politicus
- Hamadi Jebali (1949), politicus
- Marcel Dadi (1951), gitarist
- Lamia Makaddam (1971), Tunesisch-Nederlands dichter en vertaler
- Aymen Abdennour (1989), voetballer

## Fotogalerij

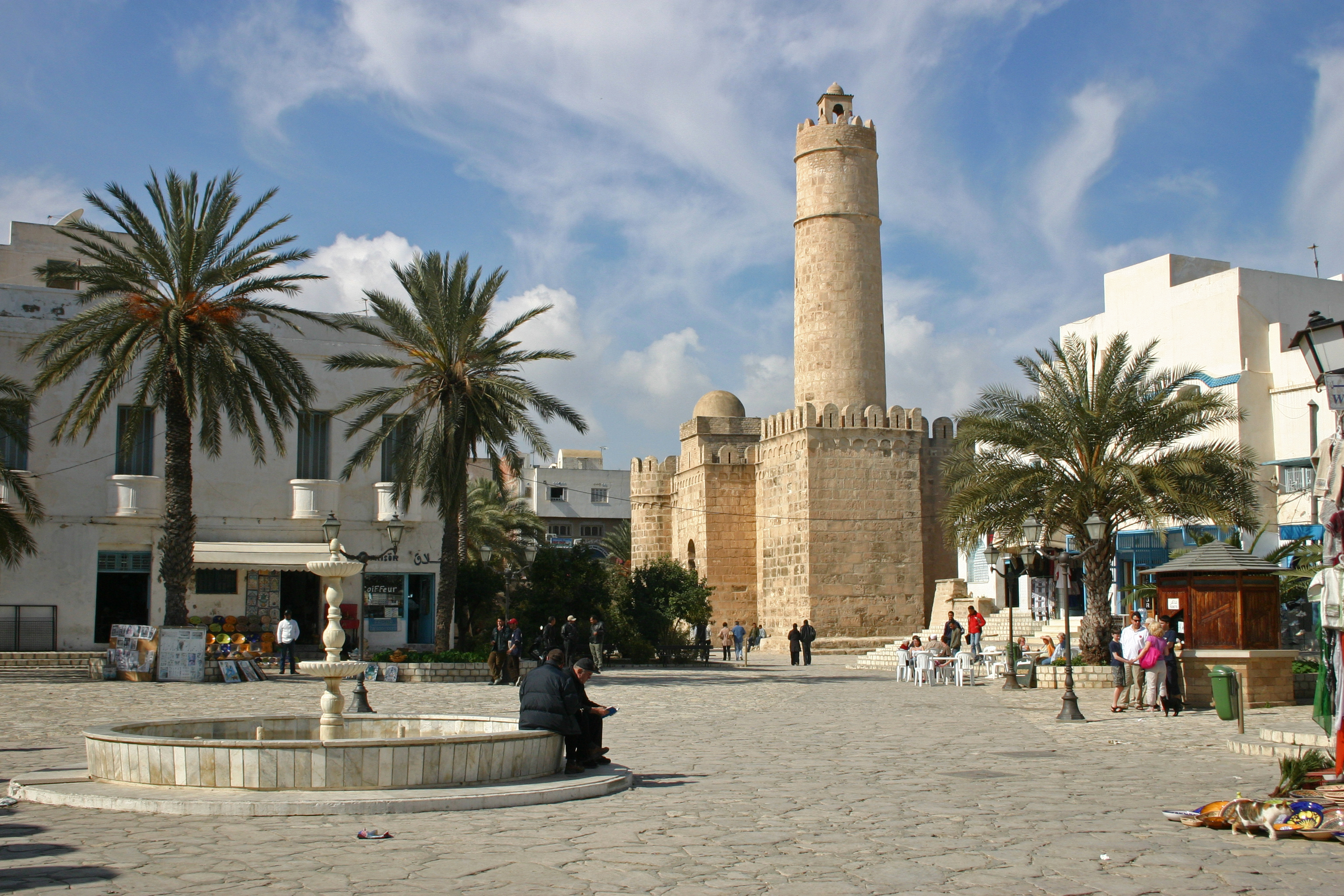
De toren van de ribat uit 821.
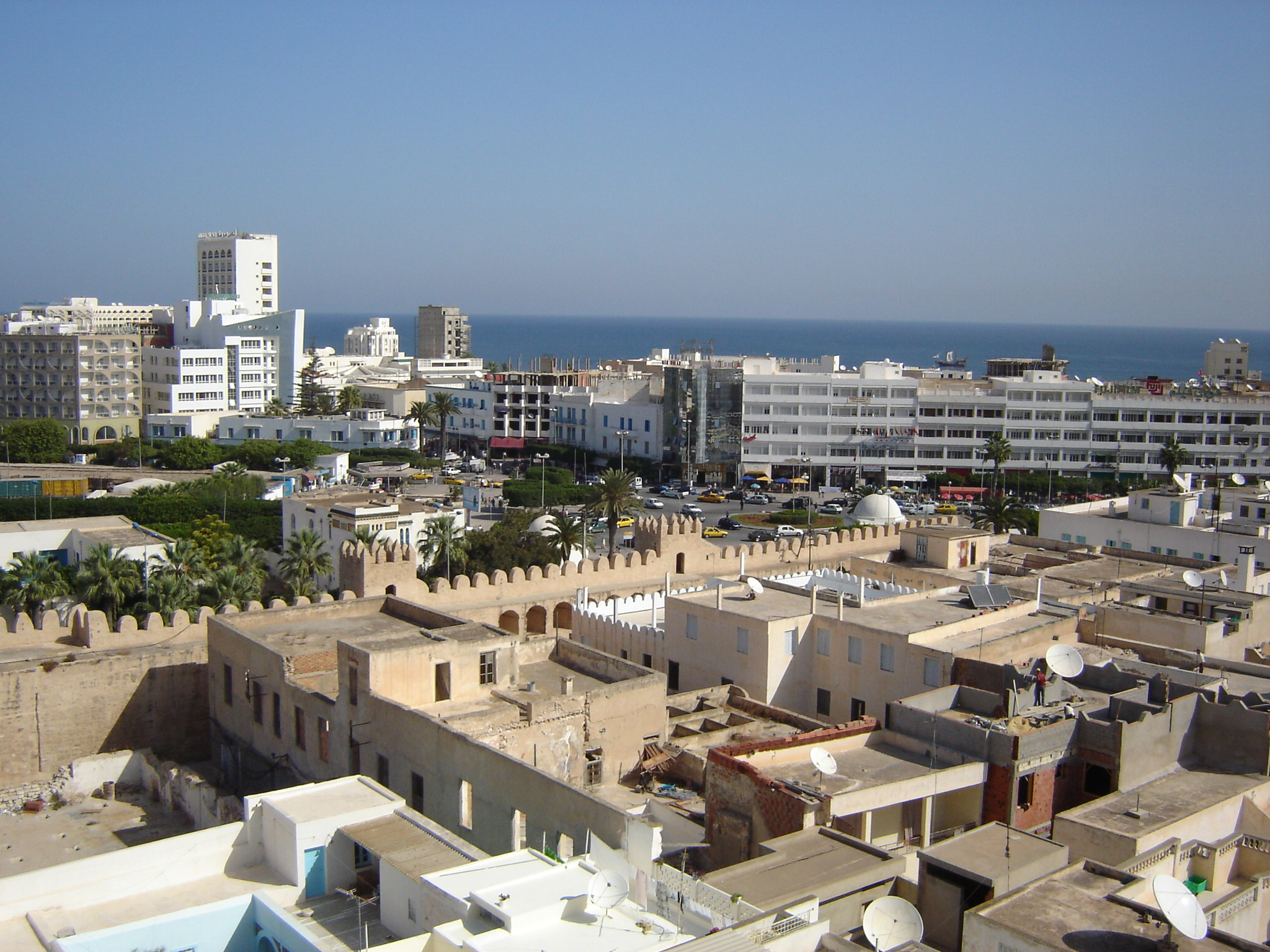
Het moderne centrum gezien vanaf de toren van de ribat.
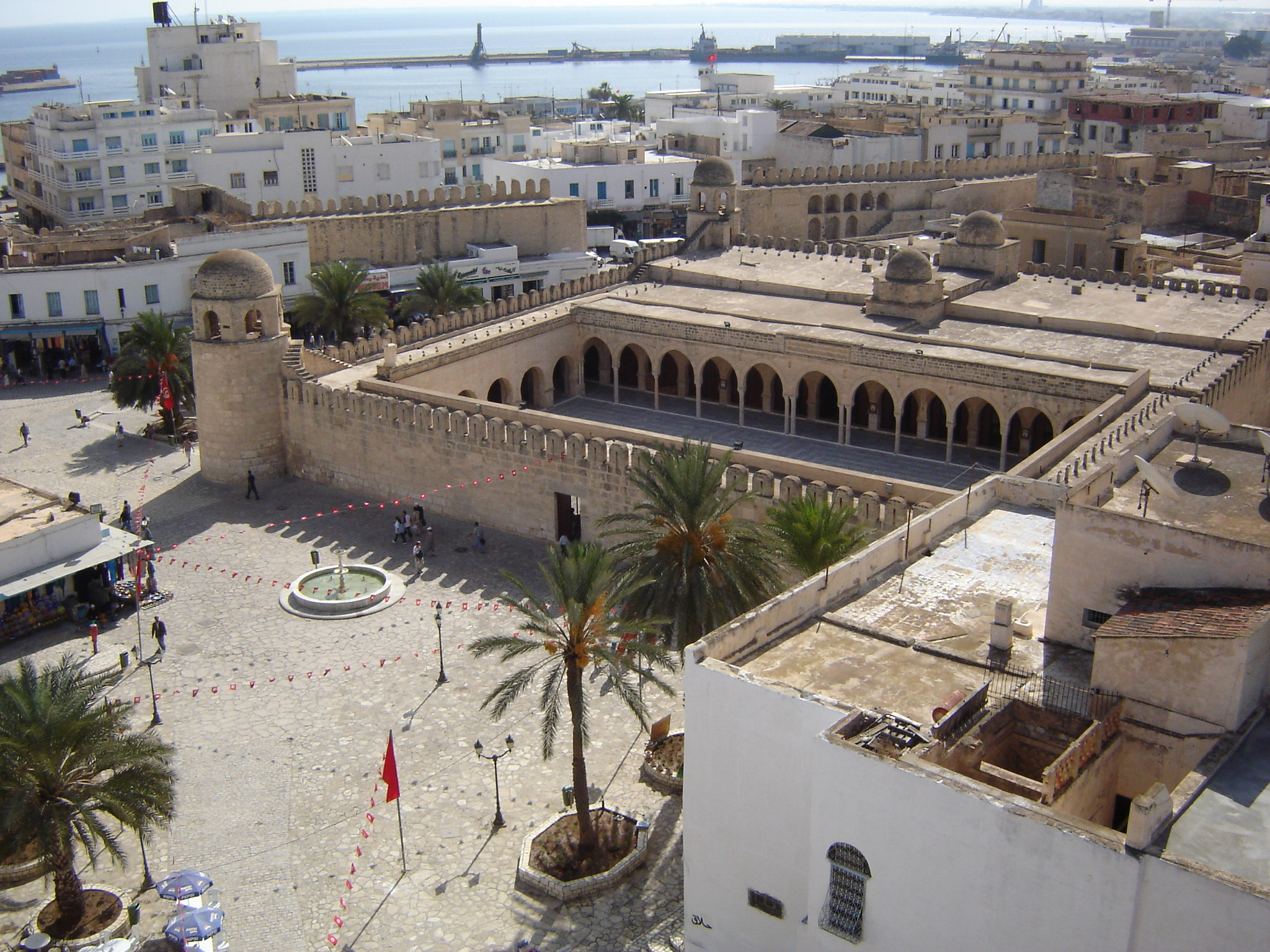
De moskee van Sousse.

- Bibliothèque nationale de France: cb11937943x (data)
- Gemeinsame Normdatei: 4118914-0
- Library of Congress Control Number: n80050193
- MusicBrainz: 3fc7a6f5-6889-46ed-ac9b-c29dba7ae019
- National Archives and Records Administration: 10046329
- Nationale Bibliotheek van Tsjechië: ge1039539
- Nationale Bibliotheek van Israël: 987007548066305171
- Système universitaire de documentation: 027309061
- TDVİA: suse
- Virtual International Authority File: 76145424523286831333
- WorldCat: E39PBJvMF8TmhYKKxJHKbGxxDq